# Yanis Musuayi
Yanis Musuayi (26 juni 2007) is een Belgisch voetballer die onder contract ligt bij Club Brugge.

## Clubcarrière
Musuayi genoot een deel van zijn jeugdopleiding bij KMSK Deinze. In de zomer van 2024 liet Deinze-trainer Hernán Losada  Musuayi voor het eerst een hele seizoensvoorbereiding met de A-kern meedoen. Op 16 augustus 2024 maakte hij zijn officiële debuut voor het eerste elftal van de club: op de openingsspeeldag van de Challenger Pro League liet Losada hem tegen de RSCA Futures (1-4-winst) in de 73e minuut invallen voor Lennart Mertens.
Begin december 2024 stapte Musuayi over van het noodlijdende Deinze, dat later die maand failliet zou gaan, naar Club NXT.

## Clubstatistieken
| Seizoen         | Club            | Land            | Competitie      | Competitie | Competitie | Beker | Beker | Supercup | Supercup | Europees | Europees | Totaal | Totaal |
| Seizoen         | Club            | Land            | Competitie      | Wed.       | Dlp.       | Wed.  | Dlp.  | Wed.     | Dlp.     | Wed.     | Dlp.     | Wed.   | Dlp.   |
| --------------- | --------------- | --------------- | --------------- | ---------- | ---------- | ----- | ----- | -------- | -------- | -------- | -------- | ------ | ------ |
| 2024/25         | KMSK Deinze     | Vlag van België | Eerste klasse B | 5          | 0          | 0     | 0     | —        | —        | —        | —        | 5      | 0      |
| 2024/25         | Club NXT        | Vlag van België | Eerste klasse B | 0          | 0          | —     | —     | —        | —        | —        | —        | 0      | 0      |
| Carrière totaal | Carrière totaal | Carrière totaal | Carrière totaal | 5          | 0          | 0     | 0     | 0        | 0        | 0        | 0        | 5      | 0      |

Bijgewerkt op 13 januari 2025.
2 Romero ·
4 Ordóñez ·
8 Tzolis ·
9 Jutglà ·
10 Vetlesen ·
14 Meijer ·
15 Onyedika ·
16 Van den Heuvel ·
17 Vermant ·
19 Nilsson ·
20 Vanaken  · 
21 Skóraś ·
22 Mignolet ·
24 Osuji ·
27 Nielsen ·
29 Jackers ·
30 Jashari ·
41 Siquet ·
44 Mechele ·
55 De Cuyper ·
58 Spileers ·
64 Sabbe ·
65 Seys ·
66 Yameogo ·
67 Et Taïbi ·
68 Talbi ·
71 De Corte ·
84 Campbell ·
87 Furo ·
Coach: Hayen
Assistent-coach: Jonckheere